# Ludwig von Köhler

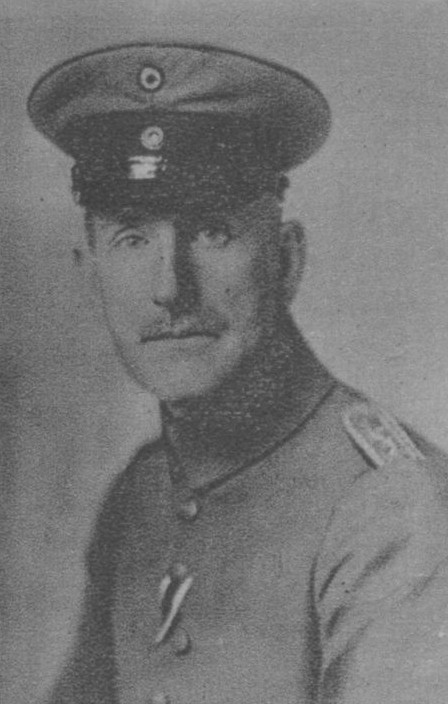
Ludwig von Köhler, 1918

Ludwig von Köhler (auch Louis Ferdinand Köhler, * 20. Oktober 1868 in Elberfeld (heute Stadtteil von Wuppertal); † 26. September 1953 in Ludwigsburg) war ein deutscher Beamter und Hochschullehrer. 1918 war er der letzte Innenminister des Königreichs Württemberg. 

## Leben
Ludwig Köhler stammte aus dem damals zum Königreich Preußen gehörigen Bergischen Land. Er war der Sohn eines gleichnamigen Louis Ferdinand Köhler, des Gründers und Direktors der Vaterländischen Transport-Versicherungsgesellschaft. Köhlers Mutter war Juliane Christine Therese geb. Schäfer.
Nach Besuch des Gymnasiums in Elberfeld (1874–1886) und Abitur daselbst studierte Köhler von 1886 bis 1890 Staatswissenschaften an der Eberhard Karls Universität Tübingen, der Rheinischen Friedrich-Wilhelms-Universität Bonn und der  Friedrich-Wilhelms-Universität zu Berlin. 1886 wurde er im Corps Rhenania Tübingen aktiv. Im Mai 1890 legte er die Erste Höhere Dienstprüfung beim württembergischen Departement des Innern ab. Im November 1890 wurde er in Tübingen zum Dr. rer. pol. promoviert. Nach einem Referendariat beim Oberamt Tübingen von 1890 bis 1891 absolvierte er die Zweite Höhere Dienstprüfung im Departement des Innern. 1891 machte er ein Referendariat bei der Regierung des Neckarkreises in Ludwigsburg. Nach Tätigkeiten als stellvertretender Amtmann in Ulm 1892 und als Amtmann in Heilbronn von 1892 bis 1893 trat er im Herbst 1893 seinen Dienst im Departement des Innern an und wurde bald zum Regierungsassessor ernannt. Bei der Regierung des Schwarzwaldkreises in Reutlingen fungierte er als Regierungsrat. Im Jahre 1904 stieg er zum Vortragenden Rat im Departement des Innern auf. Am 18. Januar 1908 erfolgte seine Ernennung zum stellvertretenden württembergischen Bundesratsbevollmächtigten in Berlin. In dieser Stellung wurde er im Juni 1909 auf Dauer nach Berlin versetzt. Am 25. Februar 1911 erhielt er den Rang eines Ministerialdirektors und war 1914 württembergischer Geschäftsträger in Berlin. Mit Ausbruch des Ersten Weltkriegs wurde Köhler als Hauptmann der Landwehr einberufen und kam als Kommandeur eines Landsturm-Bataillons nach Lüttich. Vom Sommer 1915 bis zum Frühjahr 1918 war Köhler mit der Leitung der Abteilung Handel und Gewerbe bei der Zivilverwaltung des Generalgouvernements Belgien in Brüssel betraut, weshalb sein Name auf eine Personenliste der Entente geriet, die nach dem Krieg zur Auslieferungsforderung und Anklageerhebung dienen sollte. Aus Mangel an Beweisen kam es aber nach dem Krieg im Fall Köhlers nie zu einem tatsächlichen Auslieferungsbegehren der Siegermächte.

### Württembergischer Innenminister
König Wilhelm II. (Württemberg) berief Köhler als Nachfolger Karl von Fleischhauers zum Leiter des Departements des Innern  nach Stuttgart zurück. Am 20. März 1918 trat Köhler als Staatsminister in die Regierung Weizsäcker ein. Einige  Abgeordnete der demokratischen Volkspartei in der Zweiten Kammer der Landstände, darunter Conrad Haußmann und  Johannes Fischer, beanstandeten diese Berufung eines „Preußen“ zum Minister, die ohne Billigung durch den Landtag erfolgt war. Köhler hatte sich infolge der unzureichenden Erfüllung der süddeutschen Ablieferungsverpflichtungen gegen das Auftreten preußischer Kommissare zu wehren, die die württembergischen Versorgungslieferungen nach Berlin kontrollierten. Ein weiteres Problem ergab sich aus der verstärkten Zuweisung von fremden Arbeitern in die kriegswichtigen Industriezonen Württembergs wie etwa nach Friedrichshafen. Dies führte zu Engpässen in der Unterbringung und sorgte für Unmut in der Bevölkerung. Anfang November 1918 empfing Köhler die Sprecher der radikalen Flügel der Arbeiterschaft zu einer Unterredung über deren Forderungen. Am 6. November 1918 trat der bisherige württembergische Ministerpräsident Karl von Weizsäcker zurück. Köhler blieb weiterhin für die Aufrechterhaltung der inneren Ordnung an der Spitze des Innenministeriums und sollte in die neu zu bildende Regierung Liesching eintreten. Am Vormittag des 9. November versammelten sich die Minister zur Vereidigung beim König im Wilhelmspalais und wurden Zeugen der Erstürmung des Palasts durch revolutionäre Arbeiter und Soldaten, die sich an der für denselben Tag angesetzten Stuttgarter Großdemonstration zur  Beendigung des Kriegs beteiligten hatten. Mit der Erklärung der Republik und der am Nachmittag desselben Tags erfolgten Bildung des sozialdemokratischen Kabinetts Blos trat Köhler als Innenminister zurück.

### Hochschullehrer
Köhler habilitierte sich am 12. April 1919 an der Staatswissenschaftlichen Fakultät in Tübingen und wurde Privatdozent an derselben Universität. Am 2. März 1920 kam die Ernennung zum ordentlichen Honorarprofessor für öffentliches Recht und Sozialwissenschaften. Am 4. Juli 1921 wurde Köhler außerordentlicher Professor mit den Rechten eines ordentlichen Professors. Den Schwerpunkt seiner Lehr- und Forschungstätigkeit bildete das Verwaltungsrecht. In den Jahren 1923 bis 1924 war Köhler Dekan der Rechts- und Staatswissenschaftlichen Fakultät, von 1925 bis 1926 Rektor der Universität Tübingen. Er gehörte der SA an. 1936 erfolgte die Emeritierung. 1940 feierte die Universität Tübingen sein fünfzigjähriges Doktorjubiläum.

### Privates
Ludwig von Köhler war evangelisch. Er heiratete in eine katholische Familie ein. Seine Frau Josefine (Fina) Creszentia geb. Hofmeister war die Tochter eines Tübinger Rechtsanwalts. Aus der Ehe von Ludwig und Fina Köhler gingen drei Töchter hervor, wobei die zwei älteren in frühen Jahren verstarben. Die verbliebene jüngere Tochter wurde Schulleiterin am Gymnasium in Feuerbach. Aus diesem Grund wählte Köhler seinen Ruhesitz im nahe gelegenen Ludwigsburg, wo er schließlich nach schwerer Krankheit verstarb. Er wurde auf dem Tübinger Stadtfriedhof beerdigt.

## Ehrungen
- Dr. iur. h. c. der Universität Rostock
- Komtur des Ordens der Württembergischen Krone
- Ritterkreuz I. Klasse des Friedrichs-Ordens mit Schwertern
- Roter Adlerorden IV. Klasse
- Komtur des Verdienstordens der Bayerischen Krone
- Olga-Orden
- Ehrenmitglied des Corps Rhenania Tübingen (1933)

## Werke (Auswahl)
- Zur Frage der Vereinfachung der Organisation in der inneren Staatsverwaltung Württembergs. Mohr, Tübingen 1919.
- Grundzüge der deutschen Sozialversicherung. Drei Vorträge. Kohlhammer, Stuttgart 1927.
- Die Staatsverwaltung der besetzten Gebiete. Belgien. Deutsche Verlagsanstalt, Stuttgart 1927.
- Zur Geschichte der Revolution in Württemberg. Kohlhammer, Stuttgart 1930.
- Grundlehren des deutschen Verwaltungsrechts. Kohlhammer, Stuttgart 1935.